# A világ legkövérebb embereinek listája
A lista a világ azon legkövérebb embereit sorolja fel, akik több, mint 440 kilogramm súlyúak.
| Helyezés | Név                                | Ország                    | Nem   | Súly   | Magasság | BMI | Megjegyzés                                                                                  | Életadatok (életkor halálkor) |
| -------- | ---------------------------------- | ------------------------- | ----- | ------ | -------- | --- | ------------------------------------------------------------------------------------------- | ----------------------------- |
| 1        | Jon Brower Minnoch                 | Amerikai Egyesült Államok | férfi | 635 kg | 1,85 m   | 186 |                                                                                             | 1941-1983 (41 év)             |
| 2        | Khalid bin Mohsen Shaari           | Szaúd-Arábia              | férfi | 610 kg | 1,73 m   | 200 | A szaúdi uralkodó segített neki lefogyni; 2017-ben 68 kg.                                   | 1991-                         |
| 3        | Manuel Uribe                       | Mexikó                    | férfi | 597 kg | 1,96 m   | 175 | 2 év alatt 225 kg-ra lefogyott.                                                             | 1965–2014 (48)                |
| 4        | Juan Pedro Franco                  | Mexikó                    | férfi | 595 kg |          |     |                                                                                             | 1985-                         |
| 5        | Carol Yeager                       | Amerikai Egyesült Államok | nő    | 544 kg | 1,70 m   | 188 | A világ legkövérebb nője.                                                                   | 1960–1994 (34)                |
| 6        | Robert Butler                      | Amerikai Egyesült Államok | férfi | 544 kg |          |     |                                                                                             | 1972–2015 (43)                |
| 7        | Walter Hudson                      | Amerikai Egyesült Államok | férfi | 543 kg | 1,78 m   | 171 | Neki volt a legnagyobb körmérete 3,02 méterrel.                                             | 1944–1991 (47)                |
| 8        | Francis John Lang (Michael Walker) | Amerikai Egyesült Államok | férfi | 538 kg | 1,88 m   | 152 |                                                                                             | 1934–?                        |
| 9        | Eman Ahmed Abd El Aty              | Egyiptom                  | nő    | 500 kg |          |     | A világ második legkövérebb nője.                                                           | 1980–2017 (37)                |
| 10       | Michael Hebranko                   | Amerikai Egyesült Államok | férfi | 499 kg | 1,83 m   | 149 |                                                                                             | 1953–2013 (60)                |
| 11       | Patrick Deuel                      | Amerikai Egyesült Államok | férfi | 486 kg | 1,70 m   | 168 |                                                                                             | 1962–2016 (54)                |
| 12       | Robert Earl Hughes                 | Amerikai Egyesült Államok | férfi | 485 kg | 1,84 m   | 143 |                                                                                             | 1926–1958 (32)                |
| 13       | Rosalie Bradford                   | Amerikai Egyesült Államok | nő    | 477 kg | 1,68 m   | 169 | Bekerült a Guinness rekordok könyvébe, mint a legnagyobb súlyt leadó nő (349 kg-t fogyott). | 1943–2006 (63)                |
| 14       | Mayra Rosales                      | Amerikai Egyesült Államok | nő    | 470 kg | 1,60 m   | 184 | 2013 óta 363 kg-t fogyott.                                                                  | 1980-                         |
| 15       | Kenneth Brumley                    | Amerikai Egyesült Államok | férfi | 468 kg |          |     |                                                                                             | 1968-                         |
| 16       | Andre Nasr                         | Ausztrália                | férfi | 468 kg |          |     |                                                                                             | 1980-                         |
| 17       | Mike Parteleno                     | Amerikai Egyesült Államok | férfi | 464 kg | 1,90     | 129 |                                                                                             | 1957–2003 (45)                |
| 18       | Mills Darden                       | Amerikai Egyesült Államok | férfi | 463 kg | 2,29     | 88  |                                                                                             | 1799–1857 (57)                |
| 19       | Sean Milliken                      | Amerikai Egyesült Államok | férfi | 455 kg |          |     |                                                                                             | 1990-2019                     |
| 20       | Catrina Raiford                    | Amerikai Egyesült Államok | nő    | 454kg  | 1,57     | 184 |                                                                                             | 1977-                         |
| 21       | Sylvanus Smith                     | Amerikai Egyesült Államok | férfi | 454 kg | 189      | 127 |                                                                                             |                               |
| 22       | David Ron High                     | Amerikai Egyesült Államok | férfi | 463 kg | 2,29     | 88  |                                                                                             | 1953–1996 (43)                |
| 23       | Michael Edelman                    | Amerikai Egyesült Államok | férfi | 451 kg |          |     |                                                                                             | 1964–1992 (28)                |
| 24       | José Luis Garza                    | Mexikó                    | férfi | 449 kg |          |     |                                                                                             |                               |
| 25       | Paul Jonathan Mason                | Nagy-Britannia            | férfi | 445 kg | 1,93 m   | 119 | 304 kg-t fogyott.                                                                           | 1960-                         |
| 26       | Keith Martin                       | Nagy-Britannia            | férfi | 445 kg | 1,69 m   | 155 |                                                                                             | 1970–2014 (44)                |
| 27       | Denny Welch                        | Amerikai Egyesült Államok | férfi | 444 kg |          |     |                                                                                             | 1960–1998 (37)                |
| 28       | Andrés Moreno                      | Mexikó                    | férfi | 444 kg |          |     |                                                                                             | 1977–2015 (45)                |

## Fordítás
- Ez a szócikk részben vagy egészben  a   List of heaviest people című angol Wikipédia-szócikk fordításán alapul.  Az eredeti cikk szerkesztőit annak laptörténete sorolja fel. Ez a jelzés csupán a megfogalmazás eredetét és a szerzői jogokat jelzi, nem szolgál a cikkben szereplő információk forrásmegjelöléseként.